# Astragalus pischtovensis
Astragalus pischtovensis är en ärtväxtart som beskrevs av Nikolai Fedorovich Gontscharow. Astragalus pischtovensis ingår i släktet vedlar, och familjen ärtväxter. Inga underarter finns listade i Catalogue of Life.